# Luxembourg au Concours Eurovision de la chanson 1958
Le Luxembourg participe au Concours Eurovision de la chanson 1958, alors appelé le Grand prix Eurovision de la chanson européenne 1958, à Hilversum, aux Pays-Bas. C'est la 3e participation luxembourgeoise au Concours Eurovision de la chanson.
Le pays est représenté par Solange Berry et la chanson Un grand amour, sélectionnés par Télé Luxembourg.

## Sélection
Le radiodiffuseur luxembourgeois, Télé Luxembourg, choisit l'artiste et la chanson en interne pour représenter le Luxembourg au Concours Eurovision de la chanson 1958.
Lors de cette sélection, c'est Solange Berry et la chanson Un grand amour, écrite par Monique Lanièce et Raymond Roche et composée par Michel Éric, qui furent choisies.

## À l'Eurovision
Chaque pays avait un jury de dix personnes. Chaque membre du jury pouvait donner un point à sa chanson préférée.

### Points attribués par le Luxembourg
| 5 points | Suisse          |
| 3 points | Suède           |
| 1 point  | Autriche France |

### Points attribués au Luxembourg
| 10 points | 9 points | 8 points | 7 points | 6 points |
| --------- | -------- | -------- | -------- | -------- |
|           |          |          |          |          |
| 5 points  | 4 points | 3 points | 2 points | 1 point  |
|           |          |          |          | - Suisse |

Solange Berry interprète Un grand amour en 4e position, après la France et avant la Suède. Au terme du vote final, le Luxembourg termine 9e et dernier ex æquo avec les Pays-Bas sur 10 pays, recevant un seul point de la part du jury suisse.